# Oreophryne parkeri
Oreophryne parkeri é uma espécie de anfíbio da família Microhylidae.
Pode ser encontrada nos seguintes países: Indonésia (Nova Guiné Ocidental) e Papua-Nova Guiné.
Os seus habitats naturais são: florestas subtropicais ou tropicais húmidas de baixa altitude, pântanos e florestas secundárias altamente degradadas.